# Campeonato Argentino de Futebol de 1938
O Campeonato Argentino de Futebol de 1938, originalmente denominado Copa Campeonato de 1938, foi a oitava temporada da era profissional da Primeira Divisão do futebol argentino. O certame foi disputado em dois turnos de todos contra todos, entre 3 de abril e 18 de dezembro. O Independiente sagrou-se campeão argentino, pela terceira vez.

## Participantes
| Equipe             | Cidade               |
| ------------------ | -------------------- |
| Almagro            | Buenos Aires         |
| Atlanta            | Buenos Aires         |
| Boca Juniors       | Buenos Aires         |
| Chacarita Juniors  | Buenos Aires         |
| Estudiantes        | La Plata             |
| Ferro Carril Oeste | Buenos Aires         |
| Gimnasia y Esgrima | La Plata             |
| Huracán            | Buenos Aires         |
| Independiente      | Avellaneda           |
| Lanús              | Lanús                |
| Platense           | Buenos Aires         |
| Racing Club        | Avellaneda           |
| River Plate        | Buenos Aires         |
| San Lorenzo        | Buenos Aires         |
| Talleres           | Remedios de Escalada |
| Tigre              | Victoria             |
| Vélez Sarsfield    | Buenos Aires         |

## Classificação final
| Pos | Equipes                          | J  | V  | E | D  | GM  | GS  | Pts |
| --- | -------------------------------- | -- | -- | - | -- | --- | --- | --- |
| 1   | Independiente                    | 32 | 25 | 3 | 4  | 115 | 37  | 53  |
| 2   | River Plate                      | 32 | 23 | 5 | 4  | 105 | 49  | 51  |
| 3   | San Lorenzo de Almagro           | 32 | 18 | 7 | 7  | 87  | 67  | 43  |
| 4   | Racing Club                      | 32 | 16 | 7 | 9  | 102 | 63  | 39  |
| 5   | Boca Juniors                     | 32 | 13 | 9 | 10 | 66  | 53  | 35  |
| 5   | Gimnasia y Esgrima La Plata      | 32 | 15 | 5 | 12 | 83  | 69  | 35  |
| 5   | Estudiantes de La Plata          | 32 | 16 | 3 | 13 | 70  | 77  | 35  |
| 8   | Huracán                          | 32 | 14 | 3 | 15 | 85  | 89  | 31  |
| 9   | Atlanta                          | 32 | 12 | 4 | 16 | 61  | 70  | 28  |
| 10  | Vélez Sarsfield                  | 32 | 11 | 5 | 16 | 78  | 85  | 27  |
| 11  | Platense                         | 32 | 10 | 6 | 16 | 84  | 100 | 26  |
| 11  | Ferro Carril Oeste               | 32 | 9  | 8 | 15 | 68  | 89  | 26  |
| 11  | Tigre                            | 32 | 11 | 4 | 17 | 71  | 102 | 26  |
| 14  | Lanús                            | 32 | 8  | 9 | 15 | 75  | 95  | 25  |
| 14  | Chacarita Juniors                | 32 | 10 | 5 | 17 | 66  | 92  | 25  |
| 16  | Almagro                          | 32 | 8  | 5 | 19 | 63  | 94  | 21  |
| 17  | Talleres de Remedios de Escalada | 32 | 6  | 6 | 20 | 55  | 103 | 18  |

|  |            |
|  | Campeão.   |
|  | Rebaixado. |

## Premiação
| Campeonato Argentino de Futebol de 1938 |
| --------------------------------------- |
| Independiente Campeão (3° título)       |

## Goleadores
| Jogador   | Jogador              | Gols | Equipe          |
| --------- | -------------------- | ---- | --------------- |
| Paraguai  | Arsenio Erico        | 43   | Independiente   |
| Argentina | Luis María Rongo     | 33   | River Plate     |
| Argentina | Florencio Caffaratti | 32   | Vélez Sarsfield |
| Argentina | Emilio Baldonedo     | 29   | Huracán         |
| Argentina | Vicente de la Mata   | 27   | Independiente   |